# Testify (album de Phil Collins)
Pour les articles homonymes, voir Testify.
Albums de Phil Collins
Dance into the Light
(1996) Going Back
(2010)
Singles
1. Can't Stop Loving You
Sortie : 28 octobre 2002
2. The Least You Can Do
Sortie : 14 février 2003 [2]
3. Wake Up Call
Sortie : 24 mars 2003 [3] Modèle:Efn-ua

Testify est le septième album solo du musicien britannique Phil Collins sorti en 2002.
L'album rencontre un succès mitigé, même s'il se vend bien en Europe continental. C'est l'avant dernier album de Phil Collins en solo (avant Going Back en 2010) suivie par sa première tournée d'adieu ("First Final Farewell Tour") qui attire le public.
À l'instar des autres albums en solo, l'album est réédité en édition deluxe le 15 avril 2016, comprenant un nouveau deuxième disque avec des titres bonus.

## Production
Testify est conçu sur une période de deux ans chez Phil Collins, en Suisse, et est enregistré en France et à Los Angeles. La plupart des douze titres de l'album sont issus de démos réalisées par Collins dans son studio et complétées avec l'aide des producteurs Rob Cavallo et James Sanger, de l'ingénieur Allen Sides, du guitariste Tim Pierce et du bassiste Paul Bushnell. Phil a beaucoup travaillé sur ordinateur avec Pro Tools pendant la production, travail visible tout au long de l'album. De ce fait, les boîtes à rythmes font leur retour sur Testify après avoir été absentes sur Dance Into The Light.
L'album commence par la chanson rapide Wake Up Call. Il était basé sur une ébauche de 16 mesures écrite par Phil et commence à prendre forme en studio pendant la réalisation de l'album. La chanson titre, la plus longue et la plus complexe de l'album, est selon Phil "l'une des chansons d'amour les plus directes et les plus personnelles que j'ai jamais écrites". Une autre chanson rapide, Don't Get Me Started est une nouvelle critique sur la politique et la société dans la lignée de Another Day in Paradise et Both Sides of the Story de ses albums précédents.
La chanson It's Not Too Late fait référence à la perte de confiance en vos rêves - "Il n'est jamais trop tard pour que vos rêves deviennent réalité. Nous devrions tous l'essayer". Driving Me Crazy est une autre chanson optimiste. Phil prétend que la chanson parle du chemin étroit entre l'amour et une obsession dangereuse.
Des chansons telles que Testify et This Love This Heartsont inspirées par Orianne, alors épouse de Phil, tandis que leur premier enfant, Nicholas, est la principale inspiration des pièces Come with Me et Swing Low. Come with Me est à l'origine une berceuse que Phil a chanté pour sa fille Lily lorsqu'elle était bébé lors de sa tournée en 1990, Seriously Live! et les paroles sont retravaillées lorsque Nicholas est né.
Phil collabore avec son compère de longue date le guitariste Daryl Stuermer pour The Least You Can Do, ce dernier signant la musique et jouant la guitare solo sur la chanson. Elle est suivie de Can't Stop Loving You, une reprise du tube de Leo Sayer en 1978. Phil a entendu la chanson à la radio et a apporté une touche moderne à une chanson country "J'ai entendu la version de Leo Sayer de Can't Stop Loving You en vacances et j'ai été impressionné par la mélodie fantastique. J'ai essayé d'insuffler une nouvelle vie à cette chanson et changer sa forme." C'est le premier single de l'album, arrivant en tête du classement américain Adult Contemporary. L'album se termine par Thru My Eyes et You Touch My Heart, une autre chanson inspirée par son fils. (Thru My Eyes ne doit pas être confondu avec Look Through My Eyes, chanson enregistrée par Collins pour la bande originale de Frère des ours en 2003).

## Réception critique
L'album reçoit un accueil critique négatif. Chez Metacritic, qui attribue une note normalisée sur 100 aux critiques du grand public, il obtient une note moyenne de 34, basée sur 7 critiques, ce qui en fait l’album le moins bien noté de 2002. Il commence à la 30e place du palmarès Billboard, qui est également la meilleure position de l'album. À ce jour, l’album est le plus faible succès de l'artiste en solo. Après Dance Into the Light, il s’agit du deuxième album studio de Phil Collins où aucune chanson n’atteint le top 40 des classements américains des singles.
Au Royaume-Uni, il atteint la 15e place, son seul album solo à ne pas figurer dans le Top 5. Néanmoins l'album se vend mieux en Europe continentale. En France, l'album atteint même la deuxième place début 2003 et y reste pendant trois semaines. C'est devenu son album le plus vendu depuis ...But Seriously.
Le premier single de l'album, Can't Stop Loving You, a connu du succès dans le classement américain Adult Contemporary, mais une diffusion mineure ailleurs. Le single atteint la 76e place des charts Billboard tout en atteignant la première place du classement Adult Contemporary. D'autres singles, Wake Up Call, Come with Me et The Least You Can Do se sont également bien classé dans le classement Adult Contemporary.
Phil Collins a déclaré à l'époque que ce serait son dernier album studio, mais a depuis enregistré un nouvel album intitulé Going Back, une collection de reprises de Motown et d'autres chansons soul. Il est sorti le 13 septembre 2010. Cependant, il a depuis annoncé qu'il n'est plus à la retraite et qu'il travaille sur un autre album. Néanmoins cette dernière annonce est mise en doute par ses problèmes de santé qui l'obligent à arrêter sa carrière scénique.

## Liste des chansons
Toutes les chansons sont écrites et composées par Phil Collins, sauf mentions contraires.
| No  | Titre                                                                   | Durée |
| --- | ----------------------------------------------------------------------- | ----- |
| 1.  | Wake Up Call                                                            | 5:15  |
| 2.  | Come with Me                                                            | 4:34  |
| 3.  | Testify                                                                 | 6:31  |
| 4.  | Don't Get Me Started                                                    | 4:41  |
| 5.  | Swing Low                                                               | 5:08  |
| 6.  | It's Not Too Late                                                       | 3:59  |
| 7.  | This Love This Heart                                                    | 4:04  |
| 8.  | Driving Me Crazy                                                        | 4:37  |
| 9.  | The Least You Can Do (paroles : Phil Collins, musique : Daryl Stuermer) | 4:21  |
| 10. | Can't Stop Loving You (Billy Nicholls)                                  | 4:17  |
| 11. | Thru My Eyes                                                            | 5:07  |
| 12. | You Touch My Heart                                                      | 4:42  |

| 1.  | High Flying Angel (B-side)                                       | 4:43 |
| 2.  | Crystal Clear (B-side)                                           | 3:05 |
| 3.  | Hey Now Sunshine (B-side)                                        | 5:02 |
| 4.  | TV Story (B-side)                                                | 4:05 |
| 5.  | True Colors (live rehearsal 2004)                                | 5:31 |
| 6.  | Come with Me (live 2004)                                         | 5:13 |
| 7.  | It's Not Too Late (live 2004)                                    | 4:03 |
| 8.  | Can't Stop Loving You (live 2004)                                | 4:33 |
| 9.  | It's Only Loving (demo)                                          | 5:22 |
| 10. | Tearing and Breaking (Re-recorded for Love Songs in 2004) (demo) | 5:43 |

## Faces B
- "Hey Now Sunshine"
- "Tears of a Clown" (Re-recorded for Going Back in 2010)

## Personnel

### Musiciens
- Phil Collins : chant, chœurs, piano, claviers, batterie, percussions, programmations
- James Sangar : programmations additionnels (1-5, 8, 11)
- Jamie Muhoberac – claviers (9, 10)
- Tim Pierce : guitares (1-11), guitare cordes nylon (12)
- Daryl Stuermer – guitare (9, 10)
- Paul Bushnell – basse (3-10)
- Eric Rigler – Uilleann pipes (9)

### Production
- Rob Cavallo : production
- Allen Sides : ingénieur du son, mixage (sauf Can't Stop Loving You)
- René Weis : assistant ingénieur du son
- Doug McKean : ingénieur du son et édition sur Pro Tools
- Tom Lord-Alge : mixage sur Can't Stop Loving You
- Masterisé par Bernie Grundman au Bernie Grundman Mastering (Hollywood, Californie).
- Photographié par Lorenzo Aguis et Norman Watson
- Pochette – M4 Design

## Classements
| Classement (2002-2003)             | Meilleure position |
| ---------------------------------- | ------------------ |
| Australian Albums (ARIA)           | 96                 |
| Autriche (Ö3 Austria Top 40)       | 5                  |
| Belgique (Flandre Ultratop)        | 11                 |
| Belgique (Wallonie Ultratop)       | 3                  |
| Danemark (Tracklisten)             | 31                 |
| Pays-Bas (Mega Album Top 100)      | 2                  |
| Finlande (Suomen virallinen lista) | 30                 |
| France (SNEP)                      | 2                  |
| Allemagne (Media Control AG)       | 3                  |
| Hongrie (Mahasz)                   | 27                 |
| Irlande (IRMA)                     | 30                 |
| Italie (FIMI)                      | 16                 |
| Japanese Albums (Oricon)           | 63                 |
| Norvège (VG-lista)                 | 14                 |
| Pologne (ZPAV)                     | 12                 |
| Écosse (OCC)                       | 24                 |
| Espagne (Promusicae)               | 10                 |
| Suède (Sverigetopplistan)          | 4                  |
| Suisse (Schweizer Hitparade)       | 2                  |
| Royaume-Uni (OCC)                  | 15                 |
| États-Unis (Billboard 200)         | 30                 |

| Classement (2002)                   | Meilleure position |
| ----------------------------------- | ------------------ |
| Belgian Albums (Ultratop Wallonia)  | 69                 |
| Canadian Albums (Nielsen Soundscan) | 138                |
| Dutch Albums (Album Top 100)        | 32                 |
| French Albums (SNEP)                | 28                 |
| German Albums ( Offizielle Top 100) | 57                 |
| Swedish Albums (Sverigetopplistan)  | 38                 |
| Swiss Albums (Schweizer Hitparade)  | 50                 |
| UK Albums (OCC)                     | 119                |
| Worldwide Albums (IFPI)             | 45                 |

| Chart (2003)                        | Peak position |
| ----------------------------------- | ------------- |
| Belgian Albums (Ultratop Wallonia)  | 29            |
| Dutch Albums (Album Top 100)        | 9             |
| French Albums (SNEP)                | 18            |
| German Albums ( Offizielle Top 100) | 38            |
| Swedish Albums (Sverigetopplistan)  | 97            |
| Swiss Albums (Schweizer Hitparade)  | 75            |

## Certifications
| Région                                                                                                 | Certification | Ventes/Streams |
| --- | ------------- | -------------- |
| Autriche (IFPI)                                                                                        | Or            | 0x             |
| Belgique (BEA)                                                                                         | Or            | 0*             |
| France (SNEP)                                                                                          | 2 × Platine   | 300 000*       |
| Allemagne (BM)                                                                                         | 3 × Or        | 0^             |
| Pays-Bas (NVPI)                                                                                        | Platine       | 0^             |
| Espagne (PME)                                                                                          | Or            | 0^             |
| Suède (GLF)                                                                                            | Or            | 0^             |
| Suisse (IFPI)                                                                                          | Platine       | 0x             |
| Résumé                                                                                                 |               |                |
| Europe (IFPI)                                                                                          | Platine       | 1 000 000*     |
| *Ventes selon la certification ^Mise en rayon selon la certification xNon précisé par la certification |               |                |